# محمد كامل حسين
محمد كامل حسين (1901 - 1977)، أستاذ جراحة عظام مصري وأديب، وأول مدير لجامعة إبراهيم (جامعة عين شمس حاليًا) عند إنشائها عام 1950، وأول رئيس لجمعية جراحة العظام المصرية عند إنشائها سنة 1948.

## المولد والنشأة
ولد محمد كامل حسين عام 1901 في قرية سبك الضحاك محافظة المنوفية بمصر، تربى في كنف أخيه الأكبر بعد وفاة أبيه وهو لا يزال صغيراً، كان الأول في البكالوريا (الثانوية العامة حاليا)، وكذلك ظل الأول داخل فرقته في مدرسة طب قصر العيني، حيث تخرج فيها عام 1923، وعمره اثنان وعشرون عاما فقط.

## تخصصه في جراحة العظام
بعد أن قضى كامل حسين سنتي الامتياز بالقاهرة، ابتعث إلى إنجلترا، لينال عام 1928 زمالة كلية الجراحين الملكية بإنجلترا، ثم حصل على ماجستير جراحة العظام (العادلة لدرجة الدكتوراه) من جامعة ليفربول عام 1930.
عقب عودة الدكتور محمد كامل حسين من إنجلترا عام 1930، قام بالتدريس في قسم الجراحة العامة والدراسات العليا للجراحة بكلية الطب، وكان قسم العظام والكسور آنذاك تابعًا لقسم الجراحة العامة، وكان العمل فيه يقتصر على طرق العلاج السائدة في ذلك الوقت، التي لم يكن من ضمنها الوسائل الجراحية إلا في أضيق الحدود، لذلك شرع مع الدكتور محمود بيومي في إنشاء قسم مستقل لجراحة العظام سنة 1938، ليصير أول قسم تخصص في هذا النوع من الجراحة في مصر، وقد عمل فيه أستاذًا مساعدًا، ثم أستاذًا حتى عام 1950.
في عام 1950م اختاره الدكتور طه حسين أول مدير لجامعة إبراهيم (عين شمس حاليا)، لكن التعقيدات الإدارية ومناورات السياسة دفعته إلى تقديم استقالته منها بعد عامين، هذا ولقد كان عضوا في مجمع اللغة العربية والمجمع العلمي المصري الذي تولى رئاسته أكثر من مرة.

## إنشاء مستشفى الهلال
أسهم الدكتور محمد كامل حسين في إنشاء مستشفى الهلال الأحمر لجراحة الحوادث في القاهرة عام 1937، وظل مستشارًا للمستشفى أربعين سنة، وكانت له بالمستشفى ندوة أسبوعية يناقش فيها الحالات الهامة مع أطباء المستشفى والأطباء الزائرين.

## إنجازاته الجراحية
كان محمد كامل حسين أول من أجرى عمليات الانزلاق الغضروفي بالعمود الفقري، وعمليات قطع العصب السميثاوي بالرقبة والبطن، واستئصال أورام الغدة النخامية (فاتحًا الطريق لجراحة المخ والأعصاب في مصر) وعملية التمفصل الحرقفي، وكذلك علاج الكسور بالمسامير النخاعية.

## اهتماماته الأدبية
بدأ محمد كامل حسين ـ منذ كان في بعثته بإنجلترا ـ في مراسلة جريدة «السياسة الأسبوعية»، ناشرًا بها بواكير إنتاجه الأدبي، إلى جانب مقالاته في الطب والصحة العامة، وقد نالت روايته «قرية ظالمة» جائزة الدولة التقديرية في الأدب، واختير عضوًا بمجمع اللغة العربية بالقاهرة سنة 1952. كما حاز كتابه «النحو المعقول» على جائزة مجمع  اللغة العربية الأولي في الأدب 1978.

## مؤلفاته
- قرية ظالمة (رواية) (نال عنها جائزة الدولة التقديرية في الأدب)
- الوادي المقدس
- قوم لا يتطهرون
- الذكر الحكيم
- وحدة المعرفة
- المتنوعات (جزآن)
- طب الرازي
- التحليل البيولوجي للتاريخ
- اللغة العربية المعاصرة
- النحو المعقول

## الجمعيات والهيئات العلمية
- عضو مجمع اللغة العربية بالقاهرة (1952)
- رئيس المجمع العلمي المصري مرتين (الأولى عام 1953 والثانية عام 1964)
- رئيس جمعية جراحة العظام المصرية (1948 ـ 1967)
- عضو الجمعية الدولية لجراحة العظام ورئيس شعبتها في مصر
- عضو جمعيات جراحة العظام في فرنسا وإنجلترا
- عضو الجمعية الدولية للجراحة
- عضو أكاديمية الجراحة بباريس
- عضو مجلس دعم البحوث ورئيس اللجنة العامة للبحوث الطبية
- عضو المجلس الأعلى للعلوم

## الجوائز الأدبية التي حصل عليها
- كان محمد كامل حسين أول مصري يجمع بين جائزتي الدولة في الأدب والعلوم:
  - جائزة الدولة التقديرية في الأدب عام 1957
  - جائزة الدولة التقديرية في العلوم الطبية عام 1966

## وصلات خارجية
- سيرة للدكتور محمد كامل حسين بالإنجليزية في مجلة The Ambassadors Online Magazine